# 1404
Пізнє Середньовіччя •  Відродження •  Реконкіста •  Ганза •  Столітня війна •  Велика схизма •  Монгольська імперія

## Геополітична ситуація
В османській державі триває період безвладдя і боротьби за владу між синами султана Баязида I Блискавичного. Імператором Візантії є Мануїл II Палеолог (до 1425), а королем Німеччини Рупрехт з родини Віттельсбахів. У Франції править Карл VI Божевільний (до 1422).
Апеннінський півострів розділений: північ належить Священній Римській імперії, середню частину займає Папська область, південь належить Неаполітанському королівству. Деякі міста півночі: Венеція, Піза, Генуя тощо, мають статус міст-республік. Триває боротьба гвельфів та гібелінів.
Майже весь Піренейський півострів займають християнські Кастилія і Леон, де править Енріке III (до 1406), Арагонське королівство, де править Мартін I Арагонський (до 1410), та Португалія, де королює Жуан I Великий (до 1433). Під владою маврів залишилися тільки землі на самому півдні.
Генріх IV є королем Англії (до 1413). У Кальмарській унії (Норвегії, Данії та Швеції) владу утримує Маргарита I Данська, офіційним королем є Ерік Померанський. В Угорщині править Сигізмунд I Люксембург (до 1437). Королем польсько-литовської держави є Владислав II Ягайло (до 1434). У Великому князівстві Литовському княжить Вітовт.
Частина руських земель перебуває під владою Золотої Орди. Галичина входить до складу Польщі. Волинь належить Великому князівству Литовському. У Києві княжить Андрій Іванович Гольшанський (до 1410). Московське князівство очолює Василь I.
Монгольська імперія займає більшу частину Азії, але вона розділена на окремі улуси. На заході євразійських степів править Золота Орда. У Семиріччі, Ірані, Месопотамії та Малій Азії владу утримує самарканський емір Тамерлан.
У Єгипті панують мамлюки, а Мариніди — у Магрибі. У Китаї править династії Мін. Значними державами Індостану є Делійський султанат, Бахмані, Віджаянагара. В Японії триває період Муроматі.
Цивілізація мая переживає посткласичний період. У долині Мехіко склалася цивілізація ацтеків. Почала зароджуватися цивілізація інків.

## Події
- Литва і Тевтонський орден уклали мир і союз проти Москви.
- Литовці придушили повстання в Смоленську.
- Розпочався понтифікат Іннокентія VII. Вибори нового папи викликали заворушення гібелінів у Римі.
- Валлійський повстанець Овайн Гліндур, що проголосив себе принцом Уельським, уклав союзницьку угоду з французами й почав збирати парламент.
- В Англії почав засідати парламент, який отримав назву Парламенту неписьменних.
- Боснію очолив Твртко II.
- Герцогом Бургундським став Жан Безстрашний.
- Венеційці заволоділи Віченцою.
- Повідь святої Єлизавети завдала значної шкоди Фландрії, Зеландії та Голландії.
- Засновано Туринський університет.
- Делегація династії Мін домовилася в Кіото про офіційну торгівлю між Китаєм та Японією.
- Самаркандський емір Тамерлан почав готуватися до походу на Китай, але захворів.

## Народились
- 9 лютого — Костянтин XI, візантійський імператор між 1448 та 1453, останній з династії Палеологів.
- 22 лютого — Карл VII, король Франції.